# Sedlejovice (železniční zastávka)
Sedlejovice jsou železniční zastávka na katastrálním území obce Žďárek. Leží v km 133,897 trati Pardubice–Liberec mezi stanicemi Hodkovice nad Mohelkou a Sychrov v nadmořské výšce 339 m n. m. Zastávka je zařazena do integrovaného dopravního systému IDOL.

## Popis
Zastávka je mezilehlá a prochází ji jednokolejná neelektrizovaná traťová kolej, která je do oblouku a s ní i celá zastávka. Má jedno jednostranné nástupiště, které měří 90 metrů. Cestujícím slouží zděný přístřešek. Zastávka je osvětlena nízkými moderními perónovými lampami. Poblíž zastávky se nachází železniční viadukt přes říčku Mohelku.

## Doprava
Zastávku obsluhují osobní vlaky. Rychlíky zastávku projíždějí.
Osobní vlaky zde odjíždějí ve směrech: (Stav z roku 2020.)
Liberec
Semily
Lomnice nad Popelkou
Turnov
Stará Paka

## Cestující

### Odbavení cestujících
Stanice nezajišťuje odbavení (nelze koupit jízdenky), odbavení cestujících se provádí ve vlaku.

### Přístup
Přístup do budovy stanice (včetně přístřešku před povětrnostními vlivy) není bezbariérový. Bezbariérový přístup není na žádné nástupiště (dle ČSN 73 4959).

## Nehody
Poblíž železniční zastávky došlo 17. června 2014 v pondělí krátce po půl dvanácté v noci ke střetu vlaku s mladým mužem, který měl 21 let. Srazil ho rychlík z Pardubic do Liberce. Strojvedoucí již nemohl střetu nijak zabránit. Na místo přivolaný lékař už pouze konstatoval smrt. Provoz na trati byl zcela uzavřen a obnoven byl kolen druhé hodiny ranní.